# Nobatia
Nobatia hay Nobadia (tiếng Hy Lạp: Νοβαδία, Nobadia; tiếng Nubia cổ: ⲙⲓⲅⲛ̅ Migin hay ⲙⲓⲅⲓⲧⲛ︦ ⲅⲟⲩⲗ, Migitin Goul n.đ.. "của vùng đất Nobadia") là một vương quốc thời hậu kỳ cổ đại ở Hạ Nubia. Cùng với hai vương quốc Nubia khác, Makuria và Alodia, nó đã kế thừa vương quốc Kush. Sau khi được thành lập vào khoảng năm 400, Nobadia dần dần mở rộng bằng cách đánh bại người Blemmyes ở phía bắc và hợp nhất lãnh thổ giữa ghềnh thứ hai và thứ ba của sông Nin ở phía nam. Năm 543, vương quốc cải sang Cơ đốc giáo Copt. Sau đó, nó bị thôn tính bởi Makuria vào thế kỷ thứ 7, trong những hoàn cảnh không rõ ràng.

## Quân đội
Không có gì được biết về cách tổ chức của quân đội Nobatia. Nhiều vũ khí mà người Nobatia sử dụng có tiền thân từ thời Meroe.